# 无理之人
是一部2015年美国悬疑剧情片，由伍迪·艾伦执导、编剧。主演有杰昆·菲尼克斯、艾玛·斯通、帕克·波西和杰米·布莱克利。影片于2015年7月17日由索尼经典电影有限上映，后来扩大了范围，并于9月24日和11月20日登陆香港和台湾。影片是艾伦自20世纪70年代以来合作的制作人杰克·罗林斯2015年6月去世前的最后一部作品。

## 剧情
艾比·卢卡斯（瓦昆·菲尼克斯 饰）是布拉易林新英格兰学院（New England College）哲学教授，他发觉自己处于生存危机中，但当他与学生吉尔·波拉德（艾玛·斯通 饰）发展关系时，最终找到人生新目标。而吉尔的男友罗伊（吉米·布莱克利 饰）讨厌吉尔无时不刻都在讨论阿比，不情愿地与她分了手。
吃午饭时，艾比和吉尔无意中听到一位女性哭诉家庭法庭看似不道德的裁决，害得她失去了对孩子的监护权。艾比被这不公正现象所困扰，但他没有告诉吉尔，而是下定决心谋杀法官以帮助这位女性——他觉得自己不会被怀疑，便不感到担心。在跟同事丽塔·理查兹（帕克·波西 饰）做爱时，艾比偷走她的大学实验室钥匙。他从实验室偷走氰化物。他发现法官每天都会跑步，之后在坐在公园长凳上喝咖啡。艾比偷偷地用下了毒的一模一样的杯子，换掉了长凳上的杯子。法官最终如期中毒身亡。
吉尔和丽塔开始发现艾比犯案的线索，比如钥匙丢失、艾比在实验室被人撞见。尽管吉尔爱艾比，但吉尔还是闯入艾比家中找到犯罪笔记。丽塔断定即便艾比有罪，她也会跟她丈夫离婚，带着艾比逃往国外。吉尔与艾比当面对质后，艾比终于向她坦白。她决定分手，但承诺不告发他。不过，一名无辜群众被指控为嫌犯后，她敦促艾比去自首，否则她会去告发他。最近才开始享受人生的艾比认为坐牢或自杀会让他再度失去人生，便不去报警，并萌生杀死吉尔的想法。他将电梯弄停，想将吉尔拖入电梯井，结果他掉到电梯井里死了。之后吉尔开始重拾人生，与罗伊和好。

## 演员
- 瓦昆·菲尼克斯 饰 艾比·卢卡斯教授（Professor Abe Lucas）
- 艾玛·斯通 饰 吉尔·波拉德（Jill Pollard）
- 帕克·波西 饰 丽塔·理查兹教授（Professor Rita Richards）
- 吉米·布莱克利（英语：Jamie Blackley） 饰 罗伊（Roy）
- 贝特西·艾顿（Bestey Aidem）饰 吉尔母亲
- 伊森·菲利普斯（英语：Ethan Phillips） 饰 吉尔父亲
- 索菲·冯·哈塞尔伯格（英语：Sophie Von Haselberg） 饰 四月
- 本·罗森菲尔德 饰 四月好友
- 苏珊·普法（Susan Pourfar） 饰 卡罗尔（Carol）

## 制作
2014年5月2日，据宣布伍迪·艾伦将为杰昆·菲尼克斯出演的电影编剧、导演。5月6日，艾玛·斯通加盟剧组，该片自此成为她继2014年的《魔力月光》后，第二部艾伦电影。7月24日，帕克·波西和杰米·布莱克利加盟剧组，艾伦也与姐妹蕾蒂·阿隆森和斯蒂芬·特南鲍姆共同出任制作人。2015年1月29日，索尼经典电影收购电影发行权，并透露片名为《无理之人》。
2014年7月7日，影片于罗德岛州纽波特开拍，8月底杀青。剧组曾现身纽波特法斯特耐特酒吧（The Fastnet Pub）外拍戏。

## 发行

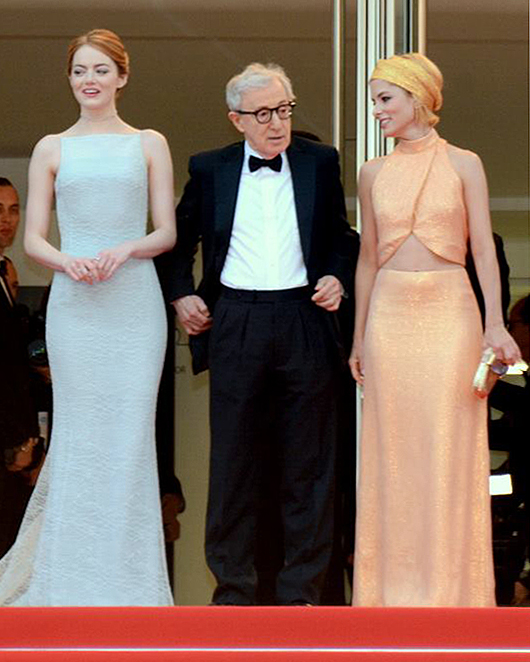
艾玛·斯通、伍迪·艾伦和帕克·波西于2015年戛纳电影节上宣传影片。

影片是索尼经典电影发行的第八部伍迪·艾伦电影。影片首支预告片于2015年4月29日发行，2015年5月16日在戛纳电影节全球首映，2015年7月17日有限上映，后来于2015年8月7日大规模上映，并于9月24日和11月20日登陆香港和台湾。

## 评价
影片获得影评人褒贬不一的评价。在评论聚合网站烂番茄上，根据176条评论，影片获得44%的新鲜度，平均得分5.4（满分10）。网站公示指出：“《无理之人》对于杰昆·菲尼克斯的最热心影迷或为伍迪·艾伦辩解的人来说是回报，但对大多数人来说可能没有什么感受。”Metacritic则根据53条评论打出53分，表示“好坏参半”。
《好莱坞报道者》的大卫·鲁尼（David Ronney）打出90分，他指出：“艾伦的对白很机智，他在所有恰当的地方布下兴奋点，推动剧情前进，他对弹性道德原则的观察不断变化，是既调皮又让人不安，产生出结局处希区柯克式的美味扭曲。”而《The Playlist》的杰西卡·江（Jessica Kiang）则打出33分，他认为：“搞笑程度不足以成为喜剧，剧情不足以成为一部惊悚片，智慧得不孚众望，只有艾比·卢卡斯支持。”